# Тамазян, Гамлет Сергеевич
Га́млет Серге́евич Тамазя́н (арм. Համլետ Սերգեյի Թամազյան, 1 мая 1947, село Одзун, Туманянский район — 28 февраля 2011) — бывший депутат парламента Армении.

## Биография

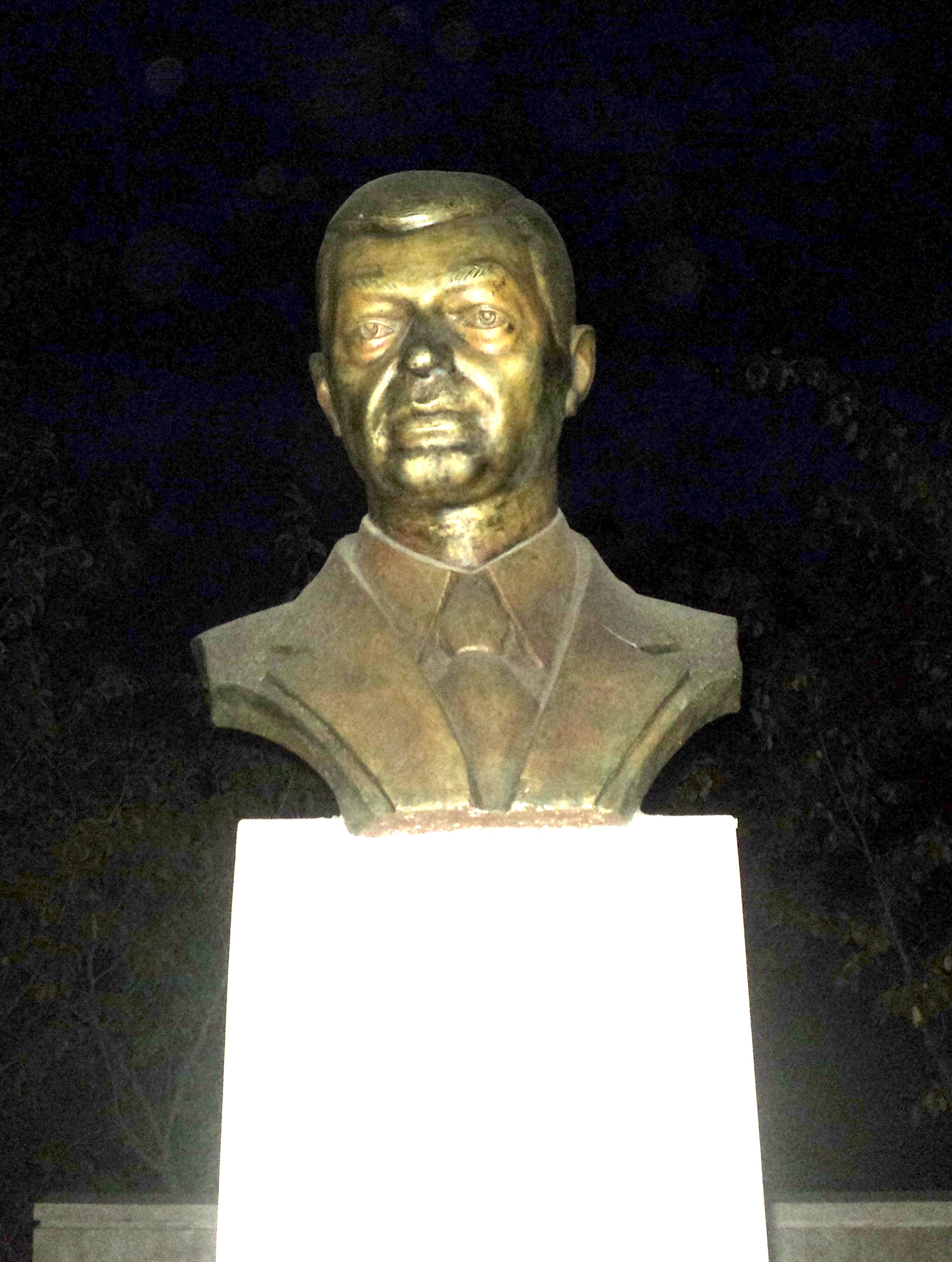

- 1967—1972 — Ереванский медицинский институт. Хирург. Доктор медицинских наук, профессор. Академик академии медицины Грузии. Награждён орденом «Знак Почёта» (1989) и медалью Арцаха «За боевую службу» (2000).
- 1971—1972 — работал фельдшером в Ереванском медообъединении № 2.
- 1972—1973 — хирург Алавердской центральной больницы.
- 1973—1978 — заведующим хирургическим отделением Ахталинской больницы.
- 1978, 1980—1983 — заведующим хирургическим отделением алавердской райбольницы.
- 1978—1980 — заведующим хирургическим отделением госпиталя г. Сук-Арас (Алжир).
- 1983—1987 — заведующий отделением общей хирургии Ереванского филиала хирургического центра АН СССР.
- 1987—1992 — ведущий научный работник, заведующий хирургическим отделением, 1992—1993 — исполнял обязанности директора.
- 1993—2000 — директор Ереванского института хирургии им А. Микаеляна.
- С 1994 — заведующий кафедрой узкохирургических специальностей Национального института здравоохранения Армении.
- С 2001 — председатель совета ЗАО «Институт хирургии им А. Микаеляна».
- 2003—2007 — депутат парламента. Член постоянной комиссии по социальным вопросам, по вопросам здравоохранения и охраны природы. Беспартийный.
- С 1993 — член союза армянских врачей Франции.
- C 1994 — вице-президент ассоциации хирургов Армении.
- 1994 — по конкурсу прошел на должность заведующего кафедрой хирургических узких специальностей Национального института здравоохранения имени академика С. Авдалбекяна Минздрава Армении.
- 1994 — член медицинской комиссии международной федерации бокса и президент медицинской комиссии Федерации бокса Армении.
- 1996 — член специализированного хирургического совета Ереванского медицинского института им . Мх. Гераци.
- 1997 — удостоился «Памятной медали им. Г. Мухадзе» от правления общества хирургов Тбилиси, а также «Памятной медали Заза Панаскертели -Цицишвили».
- 1997 — почётный член благотворительной организации «Еркир Наири».
- 1998 — председатель ассоциации трансплантологов Армении.
- 1998 — член лицензионной комиссии МЗ по хирургии. Академик международного академического общества. Является автором 231-й научной статьи, в том числе 12-ти монографий, 5-и изобретений, 4-х методических пособий.